# Erinson Veras
Erinson Veras es un actor dominicano nacido en la ciudad de Moca, Provincia Espaillat, República Dominicana. En cine protagonizó la película Mixto, de la productora TRmovies y ha tenido varios créditos tanto protagónicos como estelares en cortometrajes y mediometrajes como Uno de más, El estómago del pez, Ni una lágrima más y Doble clic. En televisión fue uno de los actores protagonistas de la serie Paraíso de la cadena de televisión española TVE1, filmada en la República Dominicana, México y España; y apareció como presentador en el programa Hola, ¿qué tal? para TVE1 Internacional. En teatro ha participado en más 15 obras teatrales, entre ellas: Acreedores, El pelícano, La muerte del creador, Laura, Los 7 egos y El final de Nerys. Además de en su país, ha trabajado en países como Venezuela, México y España. Es el fundador y director del grupo Promoción Teatral, como director ha puesto en escena las obras Hay locos, Los habladores, Laura y El final de Nerys.

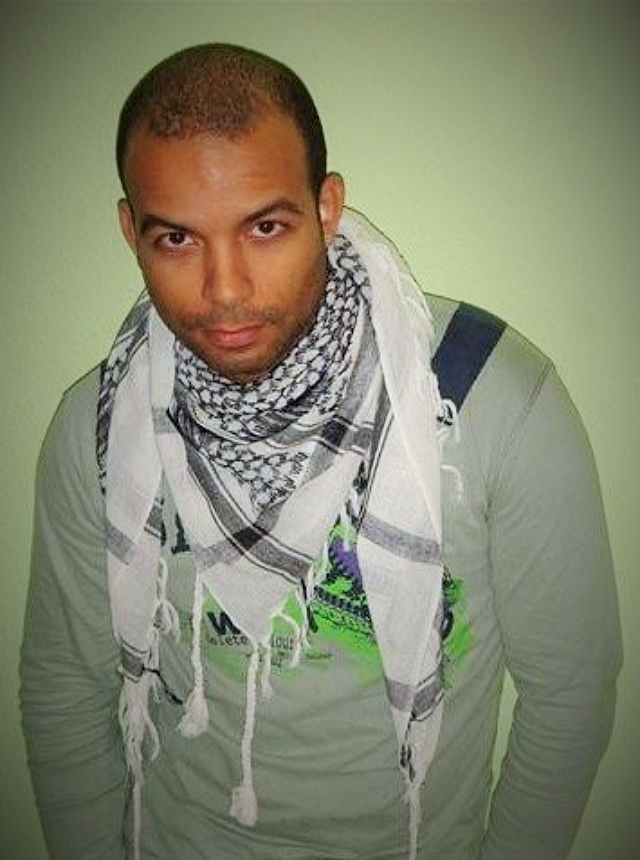
Erinson Veras, actor dominicano.

## Primeros años
A muy temprana edad comenzó a interesarse por la actuación, representando escenas teatrales en la escuela. A los 14 años se traslada a Caracas Venezuela, allí comienza a tomarse más en serio la actuación, tomando cursos de actuación teatral y participando en obras teatrales entre ellas una adaptación de Los 7 Egos de Khalil Gibran. Luego regresa a Moca, su ciudad natal y se inscribe en la escuela de Bellas Artes de la ciudad para continuar con sus estudios de arte dramático, siendo el primero en graduarse en esa disciplina en dicha institución. Allí formó parte del Grupo de Teatro de Bellas Artes, participando en las obras El encuentro de Franklin Domínguez, y Acreedores y El pelícano, ambas de August Strindberg. Estudió actuación durante un año con el primerísimo actor dominicano, el maestro Iván García Guerra en el Instituto de Cultura y Arte (I.C.A.) de Santiago y técnicas teatral con el actor José Nuñez en el Centro de la Cultura de Santiago. Pasados algunos años retornó a Venezuela y estudió en el Taller Nacional de Teatro (T.N.T.) de la Fundación Rajatabla.

## Carrera
Durante 10 años formó parte del grupo de teatro santiagues, "Teatro de la Forma", dirigido por el actor y escritor José Adolfo Pichardo, en el cual participó en varias obras teatrales, entre ellas: "Alas e Invierno" y "La Muerte del Creador", ambas de José Adolfo Pichardo. Ambas obras se pasearon por los más importantes escenarios teatrales de la República Dominicana. También creó el grupo "Promoción Teatral" junto a varios jóvenes y compañeros de teatro de distintas promociones (de ahí el nombre) en el cual se atrevió a fungir como director del grupo, poniendo en escena obras como Hay locos de Lenin Compres y "luara" de José Adolfo Pichardo, también hizo una versión libre de Los habladores de Miguel de Cervantes. Fue uno de los miembros fundadores de Acción Teatral del Cibao (A.T.C.) Junto al A.T.C. y su grupo Promoción Teatral, realizó en la ciudad de Moca dos festivales de Teatro Itinerante en el año 2000 y en el 2003, donde durante una semana se estuvieron presentando diferentes grupos de teatro de toda la región del Cibao.
En el año 2000 entra a formar parte del elenco protagónico de la serie de televisión española Paraíso para TVE1, interpretando a "Nico" junto a Luis Fernando Alvés, Patricia Vico, Esperanza Campuzano, Ramón Lillo, Jesús Ruyman, Lorena Bernal, Ana Turpin, Octavi Pujades, Carolina Cerezuela, Bárbara Elorrieta, entre otros, en sus cuatro temporadas, dirigida por Javier Elorrieta y Jesús Delgado. Esta serie contó con cameos de importantes actores y actrices de la escena española entre ellos: Assumpta Serna, Mariano Alameda, Elsa Pataky, Marian Aguilera, Dafne Fernández y Pablo Rivero. También contó con la participación de importantes actores dominicanos como Frank Perozo, José Guillermo Cortines, Sergio Carlo, Pachy Méndez, Franklin Domínguez, entre otros.
A raíz del éxito de la serie se traslada a España para seguir formándose y creciendo como actor y una vez allí entra a formar parte del cuadro de actores de la compañía de teatro Máscara Laroye participando en obras como Los Cuentos del Decamerón" de Giovanni Boccaccio, entre otras. Trabajó como actor-presentador junto a María Pedroviejo en Hola, ¿qué tal?, un curso de español para TVE1 Internacional en colaboración con el Instituto Cervantes dirigido por Isabel Prados. Participó en cortometrajes como El estómago del pez junto a la actriz Jimena Lindo, Uno de más", Doble clic y Ni una lágrima más. Su primer papel protagónico en un largometraje fue en la película Mixto junto a Catalina Londoño, Emilio Buale y Daniela Saludes, dirigida por Tony Romero, para la productora TRmovies.

## Filmografía

### Cine
| Año  | Película                           | Personaje      | Director           |
| ---- | ---------------------------------- | -------------- | ------------------ |
| 2012 | Mixto                              | Víctor Salazar | Tony Romero        |
| 2011 | Ni una lágrima más (cortometraje)  | Zadhir         | Jonathan Gonzáles  |
| 2011 | Doble clic (cortometraje)          | Mario          | Desiré Milena      |
| 2011 | En el aire (cortometraje)          | Marcus         | Serafín B. Ramírez |
| 2010 | Uno de más (cortometraje)          | Novio          | Chester Wilder     |
| 2004 | El estómago del pez (cortometraje) | Erick          | Paco Bellido       |
| 2004 | No pasarán (cortometraje)          |                | David Raimonde     |

### Televisión
| Año                 | Serie de tv / Programa             | Personaje   | Director                         | Productora                   |
| ------------------- | ---------------------------------- | ----------- | -------------------------------- | ---------------------------- |
| 2010                | Hola, ¿qué tal? (curso de español) | Presentador | Isabel Prados                    | TVE1 / Instituto Cervantes   |
| 2000/2001/2002/2003 | Paraíso                            | Nico        | Javier Elorrieta / Jesús Delgado | TVE1 / Coral Europa y Origen |

### Teatro
| Año            | Obra                                         | Personaje    | Director                       | Grupo / Compañía                       |
| -------------- | -------------------------------------------- | ------------ | ------------------------------ | -------------------------------------- |
| 2016           | El final de Nerys                            | Pedro        | Erinson Veras                  | Promoción Teatral                      |
| 2004/2005      | Cuentos del Decamerón                        | Joven/Marido | Giraldo Moisés Cárdenas        | Máscara Laroye                         |
| 2000/2001      | La muerte del creador                        | César Virend | Celestino Izquierdo            | Teatro de la Forma                     |
| 2001           | El centroforward murió al amanecer           |              | José Núñez                     |                                        |
| 2000/2002/2003 | Laura                                        | Sergio Páez  | José A. Pichardo/Erinson Veras | Teatro de la Forma/ Promoción Teatral  |
| 2000           | Votar para qué?                              | Padre        | Iván García                    |                                        |
| 2000/2003/2006 | Los habladores                               | Roldán       | Erinson Veras                  | Promoción Teatral                      |
| 2000           | Hay locos                                    | Doctor       | Erinson Veras                  | Promoción Teatral                      |
| 1999           | La Danza del Fuego                           | Esbirro      | Geraldo —el cuervo— Mercedes   | Circuito Cultural Caramana             |
| 1999           | A Gozar, A Gozar que el Mundo se va a Acabar |              | Ramón Disla                    |                                        |
| 1998           | El pelícano                                  | Axel         | Raysa Astacio                  | Bellas Artes de Moca                   |
| 1998           | La última cita                               | Manuel       | Erinson Veras                  | Promoción Teatral                      |
| 1997/1998      | La puerta                                    | Manuel       | José A. Pichardo               | Teatro de la Forma Promoción Teatral   |
| 1997/1998      | Venta de Cartones o Cómo usar un Paraguas    | Rafito       | José A. Pichardo               | Teatro de la Forma / Promoción Teatral |
| 1997           | Acreedores                                   | Gustav       | Raysa Astacio                  | Bellas Artes Moca                      |
| 1997/1998/2000 | Alas e invierno                              | Néstor Zero  | José Bonilla                   | Teatro de la Forma                     |
| 1996/1997      | El encuentro                                 | Manuel       | Raysa Astacio                  | Bellas Artes Moca                      |
| 1993           | Los 7 egos                                   | Ego 4        | Fernando de la Cruz            |                                        |